# Anna Bogucka-Skowrońska
Anna Teresa Bogucka-Skowrońska (ur. 23 lutego 1942 w Radomiu) – polska polityk i prawniczka, adwokat, senator I, II i IV kadencji, członek Trybunału Stanu (1993–1997, 2007–2015).

## Życiorys
W 1964 ukończyła studia prawnicze na Wydziale Prawa i Administracji Uniwersytetu im. Adama Mickiewicza w Poznaniu. Następnie odbyła aplikację sądową i adwokacką. Od 1970 wykonuje zawód adwokata w Słupsku. Od 1971 do 1981 należała do Stronnictwa Demokratycznego.
W 1980 przystąpiła do „Solidarności”, współtworzyła struktury związkowe w regionie słupskim. Została internowana w stanie wojennym na kilka dni jako jedyna kobieta w tym regionie. Po zwolnieniu przewodniczyła Ośrodkowi Słupskiego Biskupiego Komitetu Pomocy Osobom Pozbawionym Wolności i Ich Rodzinom, współpracującym z Komitetem Prymasowskim. Brała udział w kilkudziesięciu procesach politycznych, broniąc społecznie takich działaczy opozycji, jak Lech Wałęsa, Zbigniew Romaszewski, Anna Walentynowicz, Bogdan Lis i inni. W latach 1983–1989 członkini Komitetu Helsińskiego.
Po 1989 zasiadała w Senacie I kadencji z ramienia Komitetu Obywatelskiego, II kadencji z ramienia Unii Demokratycznej oraz IV kadencji z ramienia Unii Wolności, w trakcie której przeszła do klubu senatorskiego Akcji Wyborczej Solidarność. Pełniła także funkcję członka Trybunału Stanu (1993–1997), przewodniczyła rozprawie w sprawie afery alkoholowej. Będąc senatorem IV kadencji, reprezentowała izbę wyższą w Krajowej Radzie Sądownictwa. Współzałożycielka, a w latach 1990–1993 sekretarz generalny Stowarzyszenia „Wspólnota Polska”.
W latach 2002–2006 była przewodniczącą rady miejskiej w Słupsku. W wyborach do Parlamentu Europejskiego w 2004 bezskutecznie ubiegała się o mandat eurodeputowanej z listy UW, a w wyborach parlamentarnych w 2005 ponownie o mandat senatora z ramienia Partii Demokratycznej. Sprzeciwiając się akcesji PD do koalicji Lewica i Demokraci, w 2006 wraz z grupą lokalnych działaczy przeszła do Platformy Obywatelskiej. Zrezygnowała jednocześnie ze startu w wyborach samorządowych.
W latach 2007–2015 z rekomendacji PO przez dwie kadencje była członkiem Trybunału Stanu. W 2010 ponownie została wybrana do słupskiej rady miasta, w której zasiadała do 2014.

## Odznaczenia i wyróżnienia
- Krzyż Komandorski Orderu Odrodzenia Polski (2009)[2]
- Krzyż Oficerski Orderu Odrodzenia Polski (2002)[3]
- Krzyż Wolności i Solidarności (2016)[4]
- Odznaka Honorowa „Za Zasługi dla Ochrony Praw Człowieka” (2017)[5]
- Odznaka Honorowa za Zasługi dla Wymiaru Sprawiedliwości (2024)[6]
- „Zasłużona dla Województwa Słupskiego” (1998)
- „Zasłużona dla Miasta Słupsk” (2004)
- Wielka Odznaka Adwokatura Zasłużonym (2013)
- Medal „Zasłużony dla Wspólnoty Polskiej” (2015)
- Tytuł honorowego obywatela Słupska (2015)